# 阿尔弗雷多·迪纳莱
阿尔弗雷多·迪纳莱（義大利語：Alfredo Dinale，1900年3月11日—1976年12月3日），意大利男子自行车运动员。他曾代表意大利参加1924年夏季奥林匹克运动会自行车比赛，获得男子团体追逐赛金牌。